# Siektor Gaza
Siektor Gaza (ros. Сектор Газа) – radziecki i rosyjski zespół rockowy, założony 5 grudnia 1987 roku w Woroneżu przez muzyka, wokalistę i autora piosenek Jurija Klinskich, bardziej znanego pod pseudonimem Сhoj. 9 czerwca 1988 roku miał miejsce pierwszy koncert grupy w miejscowym klubie rockowym. Wówczas grupa otrzymała nagrodę publiczności. Jednakże za datę założenie grupy uznaje się 5 grudnia 1987 roku, kiedy odbył się pierwszy koncert Jurija Klinskich z reperturem Siektora Gaza w jednym z klubów Woroneża.

## Historia
Nazwa grupy pochodzi od nazwy dzielnicy Woroneża, która dla żartu została nazwana „Strefą Gazu” przez dużą liczbę fabryk, znajdujących się w pobliżu. W tej dzielnicy mieszkał Jurij Klinskich. Tam też znajdował się klub rockowy. Nazwa Siektor Gaza nawiązuje także do regionu w Palestynie, który stał się tematem numer jeden w radzieckich mediach w tamtych czasach. Сектор газа oznaczać może także dźwignię sterowania silnikiem spalinowym (przepustnicę), np. w samolocie.

...To tylko nazwa miejsca w Woroneżu, gdzie znajdował się klub rockowy, do którego należeliśmy. Znajdował się on w bardzo zadymionej dzielnicy i sam go tak nazwałem – „strefa gazu”. Ciągle graliśmy w tym klubie, a także mieszkałem niedaleko, w tej samej dzielnicy. Dlatego grupę nazwałem – Siektor Gaza. Była to tylko nazwa miejsca, nie sądziłem wtedy, że tak się rozkręcimy. Myślałem raczej, że pogramy i na tym wszystko się skończy. Tak, jak to było w przypadku wielu zespołów w 85. i 87. roku, kiedy otwierały się kluby rockowe. Było wówczas sporo interesujących grup.
Jurij „Сhoj” Klinskich

Na pierwszy rzut oka może wydawać się, że od razu wybrano nazwę dla grupy, ale tak nie było. Jurij Klinskich wybrał ją spośród dziesiątki innych propozycji.
Pseudonim Jurij Сhoj (albo po prostu Сhoj) powstał całkowicie przypadkowo. Występując na scenie klubu rockowego albo z widowni, Jurij często wykrzykiwał znany wśród punków hasło (Сhoj!). Później, kiedy popularność Siektora Gaza wzrosła, do mieszkania Jurija zaczęli przychodzić nieznani ludzie, którzy pytali o Jurija Сhoja.

Na początku w skład Siektora Gaza faktycznie wchodził tylko Klinskich, który czasami występował z basistą innej woroneskiej grupy Dekret o mirie – Michaiłem Finkiem. Pierwszy stały skład sformułował się nie 27 grudnia 1989 roku, jak twierdzą niektórzy, lecz w czerwcu 1988 roku, kiedy do Jurija Klinskich dołącza perkusista Olej Krjuczkow i basista Siemion Titiewskij. W grupie pojawił się także gitarzysta – Siergiej Tupikin.
Grupa występowała w miejscowym klubie rockowym i szybko stała się jego gwiazdą. W 1989 roku zespół nagrał albumy: Плуги-вуги i Колхозный панк. Podczas nagrania Siergieja Tupikina na gitarze zmienił Igor Kuszczew.
W 1990 roku grupa nagrała płyty Зловещие мертвецы i Ядрена вошь w profesjonalnym woroneskim studiu Black Box. Później albumy te zyskały ogromną popularność w kraju. Żeby wynajmować studio, Jurij musiał sprzedać własny motocykl.
Piosenki Jurija Сhoja reprezentowały stylizowany opis życia nizin społecznych i rosyjskiej prowincji. Można w nich usłyszeć popularne wówczas potoczne i niecenzuralne słownictwo. W tamtych czasach grupa długo nie miała możliwości koncertować poza Woroneżem, a jej członkowie byli mało znani.
W 1991 roku grupa miała możliwość nagrania albumu Ночь перед Рождеством w Moskwie w studiu Mir. Opiekę nad grupą objął producer Fidel Simonow. Wkrótce grupa rozpoczęła koncertować poza Woroneżem. Wcześniej jednak z zespołu odszedł Oleg Krjuczkow, którego zastąpił Aleksandr Jakuszew. Już wcześniej wspierał skład, będąc zastępcą Krjuczkowa na koncertach. Zaraz po nagraniu albumu Ночь перед Рождеством grupę opuścił basista Siemion Titiewskij, a jego miejsce zajął słynny Siergiej Tupikin. Również latem, z powodu rozbieżności zdań w kwestiach artystycznych, grupę opuszcza Igor Kuszczew. Na jego miejsce zaproszono moskiewskiego gitarzystę – Władimira Lobanowa. Miejsce klawiszowca zajmuje Aleksiej Uszakow, który podobnie jak Aleksandr Jakuszew sezonowo pracował z zespołem od 1989 roku.
W sierpniu 1991 roku w studiu Gala Records grupa ponownie nagrała album Колхозный панк, który wydano, między innymi, na płytach winylowych. Do nagrania tej płyty zaproszono po raz pierwszy gitarzystę Igora Żirnowa. Później brał on udział w nagraniach wszystkich pozostałych albumów. Nagrany w 1992 roku teledysk, wyemitowany w programie „50x50” zapewniał grupie popularność w całym kraju. W 1994 roku wydano reedycje wszystkich dotychczasowych albumów na CD.
W 1992 roku Siektor Gaza nagrywała szósty album: Гуляй, мужик! Jednocześnie grupa udawała się w trasę koncertową. Zespół zagrał ponad 100 koncertów w ciągu roku.
W 1993 roku pojawiał się album Нажми на газ. Latem tego roku z zespołu odchodził najpierw Władimir Lobanow, a potem Siergiej Tupikin. Miejsce gitarzysty zajmował Wadim Głuchow, natomiast basisty nie znaleziono. Partie gitary basowej nagrano za pomocą syntezatora. Rok później skład koncertowy grupy zasilił drugi gitarzysta – Wasilij Czernych. Wzbogacił on znacząco brzmienie zespołu.
W 1994 roku grupa nagrała album Танцы после пореваi jednocześnie wydaje punk-operę Кащей Бессмертный. Album ten (jeden z najbardziej popularnych) był nagrany w oparciu o motyw rosyjskiej baśni. Wykorzystano także piosenki, które nawiązywały do utworów AC/DC, Ace of Base, Red Hot Chili Peppers, Queen i innych.
Latem 1995 roku grupa wystąpiła podczas siódmej edycji festiwalu Rock Summer w Tallinnie. Pod koniec roku grupę opuścił klawiszowiec Alieksiej Uszakow, którego miejsce zajął Igor Anikiejew.
Od 1996 roku Klinskich zaczął zmieniać styl grupy – teksty stały się bardziej poważne i nie zawierały wulgaryzmów. W rezultacie tego powstał album Газовая атака, który stał się pierwszym komercyjnym albumem w przeciągu całej kariery zespołu.
W 1997 roku powstał album Наркологический университет миллионов, w którym nastąpił powrót w stronę życia codzinnego, chociaż niecenzuralnych słów było bardzo mało. Głównym hitem płyty była piosenka, która kontynuowała temat wojenny.
Kryzys 1998 roku wpłynął na losy zespołu. Сhoj zmniejszył skład grupy do gitarzysty i klawiszowca. 4 lipca 2000 Jurij Klinskich zmarł na zawał serca. Ostatni album Восставший из Aда był nagrany w 2000 roku i pojawił się już po śmierci Jurija Klinskich.
25 czerwca 2000 roku Jurij Klinskich po raz ostatni wychodził na scenę. Miało to miejsce w Moskwie, na małym stadionie sportowych w Łużnikach w ramach koncertu „Ścieżka dźwiękowa”. Wyszedł na scenę sam, tak, jak miało to miejsce na początku jego kariery i zaśpiewał piosenkę „Demobilizacja”.

## Po rozpadzie grupy
Po śmierci Jurija Klinskich pojawiły się zespoły, skład których stanowili muzycy byłego zespołu. Wokalistą grupy „S. G.” był siostrzeniec Jurija Сhoja.
W kwietniu 2001 roku Siektor Gaza otrzymał nagrodę rosyjskiego przemysłu nagraniowego „Rekord-2001” jako wykonawca roku. International Federation of Phonographic Industry (IFPI) oświadczyła, że do tytułu wykonawca roku pretendowali: Zemfira, Alsy, Bi-2 i woroneska grupa punkowa Siektor Gaza.

## Styl i wpływ na kulturę popularną
Jurij Klinskich pochodził z robotniczej części miasta czasów pierestrojki, gdzie panowało zacofanie społeczne oraz nierzadko przemoc. Charakter tej dzielnicy Jurij wyrażał w tekstach swoich piosenek, jednakże w ironicznej formie. Teksty utworów zawierają dużą ilość żargonu i niecenzuralnego słownictwa. Bohaterów piosenek często niepokoiło – skąd wziąć alkohol i z kim się zabawić. Twórczość Klinskich została poświęcona problemom socjalnym czasów pierestrojki, lat 90., a także życiu po śmierciu. Teksty piosenek, zawierające mało ambitne treści, dzięki czemu znalazły one grono odbiorców wśród mieszkańców wsi, bądź też w małych miastach.

... W małej rosyjskiej wsi, rozpalone grzanym winem mleczarek, kręcące się wokół wampiry, Baby Jagi i Kościej Nieśmiertny oraz wszelka siła nieczysta – taka oto ludność żyje w muzycznym świecie grupy Siektor Gaza
Aleksandr Pigariew

Oficjalnie muzyka Siektora Gaza uznawana była za punk rock, chociaż grupa ma niewiele wspólnego z tym nurtem muzycznym. Klinskich zajmował się różnymi typami muzyki: od punka i hard rocka do rapu, i folku, co wyraźnie słychać w jego utworach. Muzycy Siektora Gaza czerpali inspiracje z rosyjskiej muzyki ludowej (czastuszki, piosenka autorska, rosyjska muzyka ludowa), a także stylizowali się na zachodniej pop i rock kulturze (Boney M, Queen, AC/DC itp.). Sam Jurij określał swój styl jako fusion. Jednakże to określenie jest nie do końca prawidłowe, ponieważ fusion odnosi się do jazzu i rocka progresywnego.

## Krytyka
Styl muzyki rockowej Siektora Gaza (okres od 1990 do 1996 roku) często charakteryzuje się jako kołchozowy. Sam Сhoj dla żartu nazywał swój styl kołchozowym punkiem rockowym. Wersja tego stylu muzycznego jako określenie dla Siektor Gaza można często spotkać w wywiadach ze znanymi rosyjskimi gwiazdami rocka.
W jednym ze swoich wywiadów lider grupy Alisa – Konstantin Kinczew na pytanie o stosunek do Siektor Gaza odpowiedział, że „kołchozowy punk nie jest mi bliskim gatunkiem”. Jednak zaznaczył, że Сhoj osiągnął określonego szczytu i szkoda, że umarł tak wcześnie. W innym wywiadzie Kliczew opowiedział o tym, jak spotykał Сhoja na początku jego muzycznej działalności, w roku 88-89. Wówczas Jurij poprosił go o przekazanie kasety z jego piosenkami Majkowi Naumkienko. Kinczew nie odmówił.

## Płyty
- 1. Czerwiec 1989 r. – Плуги-вуги (demo)
- 2. Czerwiec 1989 r. – Колхозный панк (demo)
- 3. Maj 1990 r. – Зловещие мертвецы
- 4. Maj 1990 r. – Ядрёна вошь
- 5. Styczeń 1991 r. – Ночь перед Рождеством
- 6. Sierpień 1991 r. – Колхозный панк
- 7. Styczeń 1992 r. – Гуляй, мужик!
- 8. Marzec 1993 r. – Нажми на газ
- 9. Marzec 1993 r. – Сектор газа
- 10. Marzec 1994 r. – Танцы после порева
- 11. Marzec 1994 r. – Кащей Бессмертный
- 12. Marzec 1996 r. – Газовая атака
- 13. Luty–marzec 1997 r. – Наркологический университет миллионов
- 14. Sierpień 1997 r. – Сектор газа
- 15. Styczeń–kwiecień 2000 r. – Восставший из Aда